# Schlotheimia trichophora
Schlotheimia trichophora är en bladmossart som beskrevs av Ferdinand François Gabriel Renauld och Jules Cardot 1893. Schlotheimia trichophora ingår i släktet Schlotheimia och familjen Orthotrichaceae. Inga underarter finns listade i Catalogue of Life.